# 密花葛
密花葛（学名：Pueraria alopecuroides）为豆科葛属的植物。分布在缅甸、泰国以及中国大陆的云南等地，生长于海拔200米至1,300米的地区，目前尚未由人工引种栽培。

## 别名
狐尾葛（云南植物名录）